# Ліпове-Поле-Скарбове
Ліпове-Поле-Скарбове (пол. Lipowe Pole Skarbowe) — село в Польщі, у гміні Скаржисько-Косьцельне Скаржиського повіту Свентокшиського воєводства.
Населення — 292 особи (2011).
У 1975-1998 роках село належало до Келецького воєводства.

## Демографія
Демографічна структура на день 31 березня 2011 року:
|          | Загалом | Допрацездатний вік | Працездатний вік | Постпрацездатний вік |
| -------- | ------- | ------------------ | ---------------- | -------------------- |
| Чоловіки | 151     | 35                 | 94               | 22                   |
| Жінки    | 141     | 25                 | 79               | 37                   |
| Разом    | 292     | 60                 | 173              | 59                   |